# Clères
Clères è un comune francese di 1 363 abitanti situato nel dipartimento della Senna Marittima nella regione della Normandia.

## Storia

### Simboli
Lo stemma è stato adottato il 29 aprile 1989.

## Società

### Evoluzione demografica
Abitanti censiti